# Ikhmindi
Ikhmindi, ou Iḫmindi; était une ville fortifiée fondée sur le Nil au VIe siècle dans ce qui est aujourd'hui le sud de l'Égypte. Jusqu'à l'inondation du lac Nasser dans les années 1960, c'était l'une des villes médiévales chrétiennes les mieux préservées de la Basse-Nubie .

## Emplacement
Ikhmindi se trouvait au nord de l'ancienne zone de peuplement de Sayala, sur la rive gauche du Nil, à environ 120 kilomètres à vol d'oiseau au sud d'Assouan et à environ 40 kilomètres au sud de Sabagura, une ville forteresse de taille comparable. A quelques kilomètres en aval, l'Oued Allaqi, affluent oriental, se jette dans la vallée du Nil. Ici une ancienne route caravanière bifurquait vers la mer Rouge, mais la ville elle-même n'était pas sur cette route. À l'époque ptolémaïque, la frontière entre l'Égypte et la Nubie passait à peu près à Ikhmindi. Après que le préfet romain Pétrone ait pris Qasr Ibrim en 23 av. J.C. puis qu'il y ait posté une garnison pendant deux ans, les Romains se retirèrent à quelques km au nord d'Ikhmindi, à al-Maharaqqa, qui devint alors ville frontalière de la province d'Égypte. 

## Histoire de la recherche
Ludwig Borchardt réalise les premiers croquis d'Ikhmindi en 1900 ; en 1912 G. Somers Clarke publie les résultats de ses recherches archéologiques. De 1928 à 1934, l'Autorité égyptienne des antiquités lance des fouilles en Basse-Nubie avec le soutien du ministère italien des Affaires étrangères. Le directeur des fouilles en est Ugo Monneret de Villard. Les fouilles les plus importantes sont toutefois effectuées en 1958/59 par une équipe de l' Université de Milan dirigée par Sergio Donadoni et Arturo Stenico. Elles permettent de dresser un plan détaillé de l'ensemble de la ville. Ces fouilles sont réalisées sous les auspices de la Société d'exploration égyptienne dans le cadre de l'opération de sauvetage de l'UNESCO peu de temps avant l'inondation du lac Nasser. Friedrich Wilhelm Deichmann et Peter Grossmann de l'Institut archéologique allemand visitent la ville au début de l'année 1964. 

## Urbanisme
Selon une inscription grecque de l'époque, la ville aurait été fondée durant la seconde moitié du VIe siècle. Elle occupait un espace de 120x120 m. Au début des années 1960, de grandes parties de ses fortifications et les ruines de nombreux bâtiments résidentiels étaient encore préservés. Le but des fortifications, selon une inscription, était "de protéger personnes et animaux".  On retrouve cette même fonction défensive dans les villes fortifiées de Sabagura, Kalabsha et Sheik Daud. Pour la population locale, il s'agissait de repousser les raids des nomades et non de sécuriser une route commerciale.
Dans cette région, seule l'enceinte de la ville de Faras est datée de la période koushite, les autres villes fortifiées ont été construites au cours du VIe siècle. Cependant, il ne semble pas que ces villes aient constitué un état en tant que tel, comme cela existait dans l'Empire byzantin.
L'endroit était idéalement situé sur une promontoire dominant le Nil et un bras mort du fleuve, de sorte qu'il n'y avait qu'un accès par le nord. La partie est de l'enceinte de la ville s'était effondrée sur une bande de 20 à 30 mètres de large lors d'un glissement de terrain. Bien qu'une partie de l'enceinte ait disparu, les fouilles ont démontré que des tours existaient aux quatre coins de la ville, des portes situées au nord et au sud permettaient d'entrer à l'intérieur des remparts. Les murs de fortifications étaient faits de moellons en légère pente à l'extérieur, ils étaient surmontés de créneaux construits en briques d'argile. Les créneaux étaient protégés par un parapet de 75 centimètres d'épaisseur. Deux tours sur le mur ouest, une au nord et une au sud complétaient le système de défense. La distance entre les différentes tours était de 30 à 40 mètres, ce qui correspondait à la portée d'un tir de flèche. 
Dans la ville le quadrillage des rues était dense mais peu régulier. Une rocade courait le long du mur d'enceinte, caractéristique typique des villes nubiennes. La rue principale était rectiligne, d'orientation nord-sud, elle était interrompue en son milieu par l'église centrale, probablement construite avant la mise en place des rues. Le quartier de l'église voisinait avec d'autres quartiers (insulae), qui se rejoignirent peu à peu pour former un espace urbain continu. Les rues étaient toutes étroites et non pavées. Elles étaient probablement couvertes en certains endroits de voûtes en berceau nubien. Les supports des voûtes reposaient sur des murs adjoints aux maisons. Ces voutes semblent avoir été installées individuellement par chaque propriétaire de maison, d'où leur irrégularité.
Les maisons construites les unes à côté des autres se composaient de deux à trois petites pièces longues et rectangulaires. Elles étaient principalement construites en pierre à la base des murs et en briques de terre crue dans les parties supérieures, y compris pour les voûtes. Certaines maisons ont révélé deux phases de construction. Durant la première phase, les murs des bâtiments étaient si minces qu'ils ne pouvaient être recouverts que d'un toit plat fait de troncs de palmiers. Afin de pouvoir ajouter une voûte durant une deuxième phase, il fallut renforcer les murs. Dans certains bâtiments, des escaliers droits ou à deux volées menaient à un étage supérieur ajouté plus tardivement. À l'exception de quelques cabanes de pêcheurs sur les rives du Nil, tous les bâtiments résidentiels se trouvaient à l'intérieur des murs de la ville. 

### Église centrale
L'église centrale, entièrement mise au jour par les Italiens en 1958/59, reposait sur une dalle rocheuse légèrement surélevée. Elle se situait au milieu de l'axe principal joignant les deux portes de la ville. L'espace intérieur d'une taille d'environ 14 ×10 mètres a été reconstruit à plusieurs reprises. Dans le plus ancien bâtiment en briques de terre crue, l'abside centrale formait une saillie rectangulaire sur le mur est. Plus tard, lorsque les murs extérieurs furent entièrement reconstruits en grès, les deux pièces latérales furent prolongées vers l'est, supprimant la saillie rectangulaire de l'abside qui fut alors fermée par un mur semi-circulaire. Contrairement à d'autres églises nubiennes (comme l'église située au sud de la ville et celle de Sabagura), il n'y avait pas de passage reliant les deux pièces latérales orientales, derrière l'abside. On entrait dans l'église par deux portes situées à l'ouest au niveau des murs nord et sud. Le long du mur occidental de la nef (naos), deux pièces latérales à peu près carrées occupaient les coins nord et sud, la pièce sud contenait un escalier menant à l'étage supérieur. Au début des années 1930, Ugo Monneret de Villard ne retrouva aucun vestige des piliers entourant la nef et supportant la toiture. 
La première phase de construction de l'église correspond au début de la christianisation, au VIe siècle. La dernière phase fut l'installation de l'abside en demi cercle.

### Église sud
Les restes d'une église à trois nefs ont été découverts, à l'extérieur, au sud de la ville fortifiée. Le plan rectangulaire d'environ 12,5 × 9,5 mètres était typique des églises nubiennes : les entrées dans la partie ouest sur les deux côtés nord et sud, deux salles latérales le long du mur ouest avec un escalier dans la pièce au sud, quatre piliers rectangulaires séparant la nef des deux bas-côtés. La nef centrale était légèrement plus large que les bas-côtés.  Les bas-côtés étaient probablement couvert par des voûtes nubiennes. Les deux pièces occidentales étaient reliées par un couloir derrière l'abside semi-circulaire. Des vestiges d'un muret séparant la nef du chœur (endeniǧāb) subsistaient. Les murs extérieurs étaient en grès jusqu'à une hauteur de 1,5 mètre et, au-dessus, en briques d'adobe. L'abside et les murs intérieurs étaient entièrement en adobe. La datation de l'église est différente selon les archéologues : seconde moitié du VIe siècle selon Arturo Stenico, entre le VIIe et le IXe siècle selon William Y. Adams (1965) et IXe siècle selon Peter Grossmann compte tenu de la présence du dôme central supporté par des piliers.

## Inscription
En 1958, une inscription grecque non datée a été trouvée dans l'église sud. Elle correspond à la fondation de l'église, elle mentionne le roi Basileus Tokiltoeton et plusieurs dignitaires dont un exarque (chef militaire, gouverneur) nommé Joseph de Talmis ( Kalabsha ). Celui-ci est également mentionné avec l'évêque Théodoros de Philae dans une inscription commandée par le roi Eiparnome (559 ou 574) et apposée à l'occasion de la conversion du temple de Dendour en église. Cette inscription se situe au début de la christianisation de la Basse Nubie et remonte à l'époque d'une mission chrétienne en Nubie effectuée sous le règne de l'empereur romain d'Orient Justin II (565-578).
L'évêque Théodoros de Philae était un des principaux acteurs de la christianisation de la Nubie. Selon une autre inscription de Philae, commandée par lui et datée de 577, il était encore en vie cette année-là. L'inscription d'Ikhmindi doit donc avoir été faite à cette époque et avoir été apportée à l'église sud plus tard. À l'origine, elle devait être apposée à la porte sud de la ville. Un « bâtiment » fondé sous Basileus Tokiltoeton et l'exarque y est décrit . Cela signifie que le mur d'enceinte d'Ikhmindi remonte à la seconde moitié du VIe siècle. 
Les nombreux titres honorifiques byzantins que le souverain s'attribuait, comme d'autres dignitaires nubiens, témoignent de l'influence byzantine sur la Nubie. Cette influence ne proviendrait probablement pas de Constantinople mais plutôt de l’Égypte. 

## Littérature
- Friedrich Wilhelm Deichmann, Peter Grossmann: Nubische Forschungen. (Reihe: Archäologische Forschungen Bd. 17) Deutsches Archäologisches Institut, Gebr. Mann, Berlin 1988,  (ISBN 3-7861-1512-5).
- Arturo Stenico: Ikhmindi, una città fortificata medievale della bassa Nubia. In: Annali della Facoltà di Lettere e Filosofia dell’Università degli Studi di Milano. (ACME) Bd. 13/1 (1960), S. 31–76.